# Outside Reservoir
Het Outside Reservoir, soms ook het Horsebrook Reservoir genoemd, is een stuwmeer in de Canadese provincie Newfoundland en Labrador. Het bevindt zich op het schiereiland Burin, in het zuiden van het eiland Newfoundland. Het is tezamen met het nabijgelegen Inside Reservoir cruciaal voor de watervoorziening van Fortune en Grand Bank, twee van de grote gemeenten op het schiereiland.

## Ligging en omschrijving
Het waterreservoir ligt iets minder dan een kilometer ten zuiden van het dorpscentrum van Fortune. Het bevindt zich op het grondgebied van die gemeente en is ook eigendom van het gemeentebestuur.
Het Outside Reservoir ligt op de loop van een beek die de west- en noordflank van de heuvel Fortune Hill afwatert. Deze beek, de Horse Brook, is een zijtak van de rivier Fortune Brook. Het meer is bereikbaar via een 750 m lange grindweg die leidt naar provinciale route 220. Deze weg loopt verder richting het veel grotere Inside Reservoir, dat zo'n 2,5 km verder naar het zuidoosten ligt.
Het Outside Reservoir heeft een oppervlakte van 1,8 hectare. Het is ruwweg cirkelvormig met een diameter van iets minder dan 200 m.

## Gebruik
Het meer werd oorspronkelijk aangelegd om leidingwater te voorzien voor de gemeente Fortune. Sinds 2011 worden de stuwmeren van Fortune ook gebruikt voor de watervoorziening van de gemeente Grand Bank, vanwege de mindere waterkwaliteit in het stuwmeer van die laatste gemeente. Het gemeentebestuur van Fortune behoudt in dit akkoord wel het recht om Grand Bank van het net af te sluiten in periodes van ernstige droogte. Dit gebeurde voor het eerst in september 2014 en opnieuw in de zomer 2017.